# Rastaman Vibration
Rastaman Vibration è un album di Bob Marley & the Wailers pubblicato il 30 aprile 1976.

## Tracce
1. Positive Vibration – 3:33 (Vincent Ford)
2. Roots, Rock, Reggae – 3:38 (Vincent Ford)
3. Johnny Was – 3:48 (Rita Marley)
4. Cry to Me – 2:36 (Rita Marley)
5. Want More – 4:15 (Aston Barrett)
6. Crazy Baldhead – 3:11 (Rita Marley/Vincent Ford)
7. Who the Cap Fit – 4:43 (Aston Barrett/Carlton Barrett)
8. Night Shift – 3:11 (Bob Marley)
9. War – 3:36 (Allen Cole/Carlton Barrett)
10. Rat Race – 2:49 (Rita Marley)
11. Jah Live (Bonus Track) – 4:13 (Bob Marley)

Durata totale: 39:33

## Classifiche
| Classifica (1976) | Posizione massima |
| ----------------- | ----------------- |
| Canada            | 32                |
| Francia           | 12                |
| Norvegia          | 14                |
| Nuova Zelanda     | 26                |
| Paesi Bassi       | 20                |
| Regno Unito       | 15                |
| Stati Uniti       | 8                 |
| Stati Uniti (R&B) | 11                |
| Svezia            | 45                |